# Breakthrough Starshot

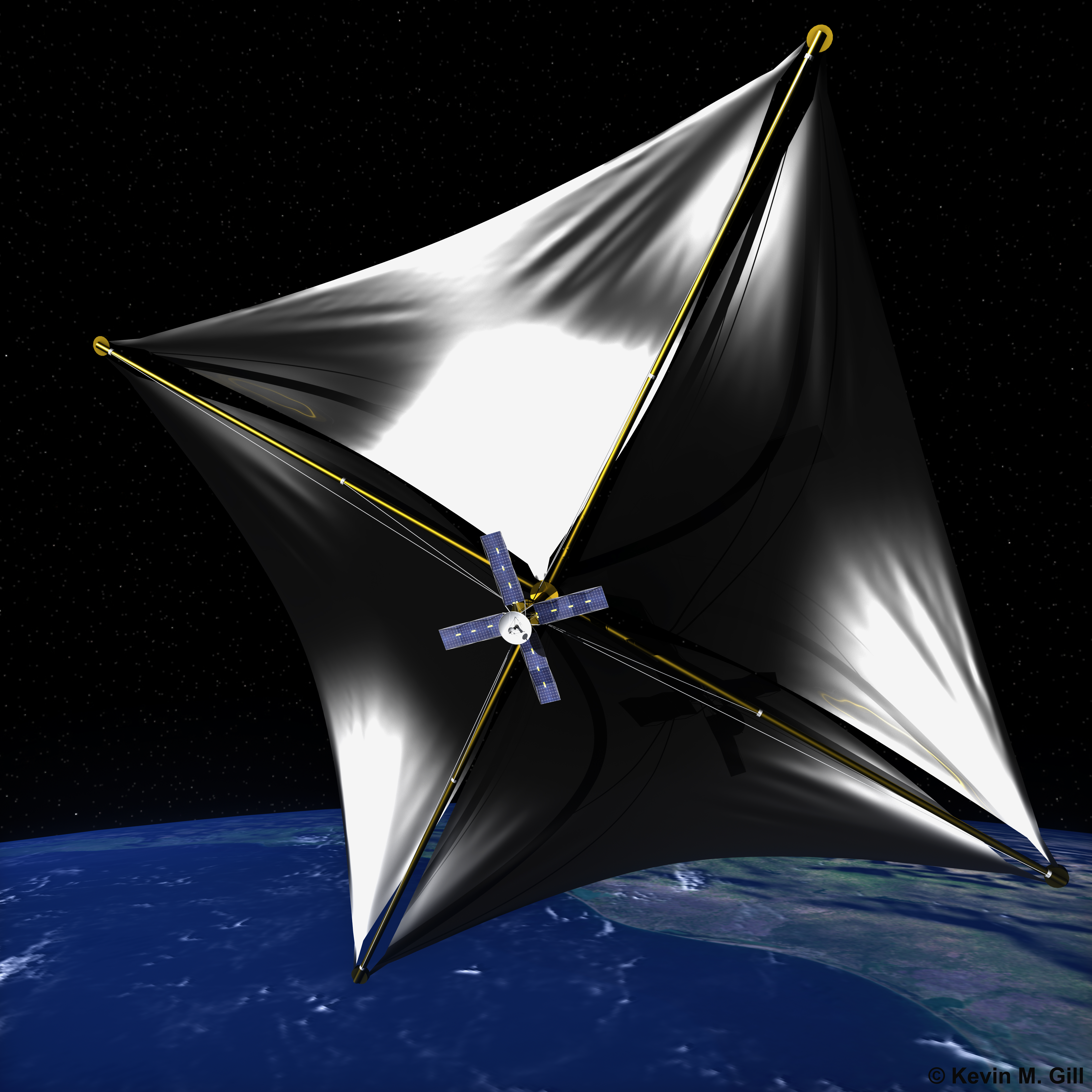
Концепція космічного апарата з сонячним вітрилом

Breakthrough Starshot — науково-дослідний та інженерний проект в рамках програми Breakthrough Initiatives із розробки концепції флоту  міжзоряних космічних зондів, які використовують сонячне вітрило під назвою StarChip. Такий тип космічних апаратів, за оцінками авторів, буде спроможний здійснити подорож до зоряної системи  Альфи Центавра, розташованої за 4,37  світлових років від Землі, зі швидкістю до 20%  швидкості світла, що займе близько 20 років і ще близько 5 років, щоб повідомити Землю про успішне прибуття.
Була запропонована місія до екзопланети Проксима Центавра b, що розташована в зоні, придатній для життя біля зірки Проксима Центавра, в системі Альфа Центавра.
Засновники Breakthrough Starshot — Юрій Мільнер і Стівен Хокінг. До ініціативної ради проекту входить і Марк Цукерберг, голова Facebook. На думку Мільнера, вартість проекту — 5-10 млрд доларів США.

## Концепція

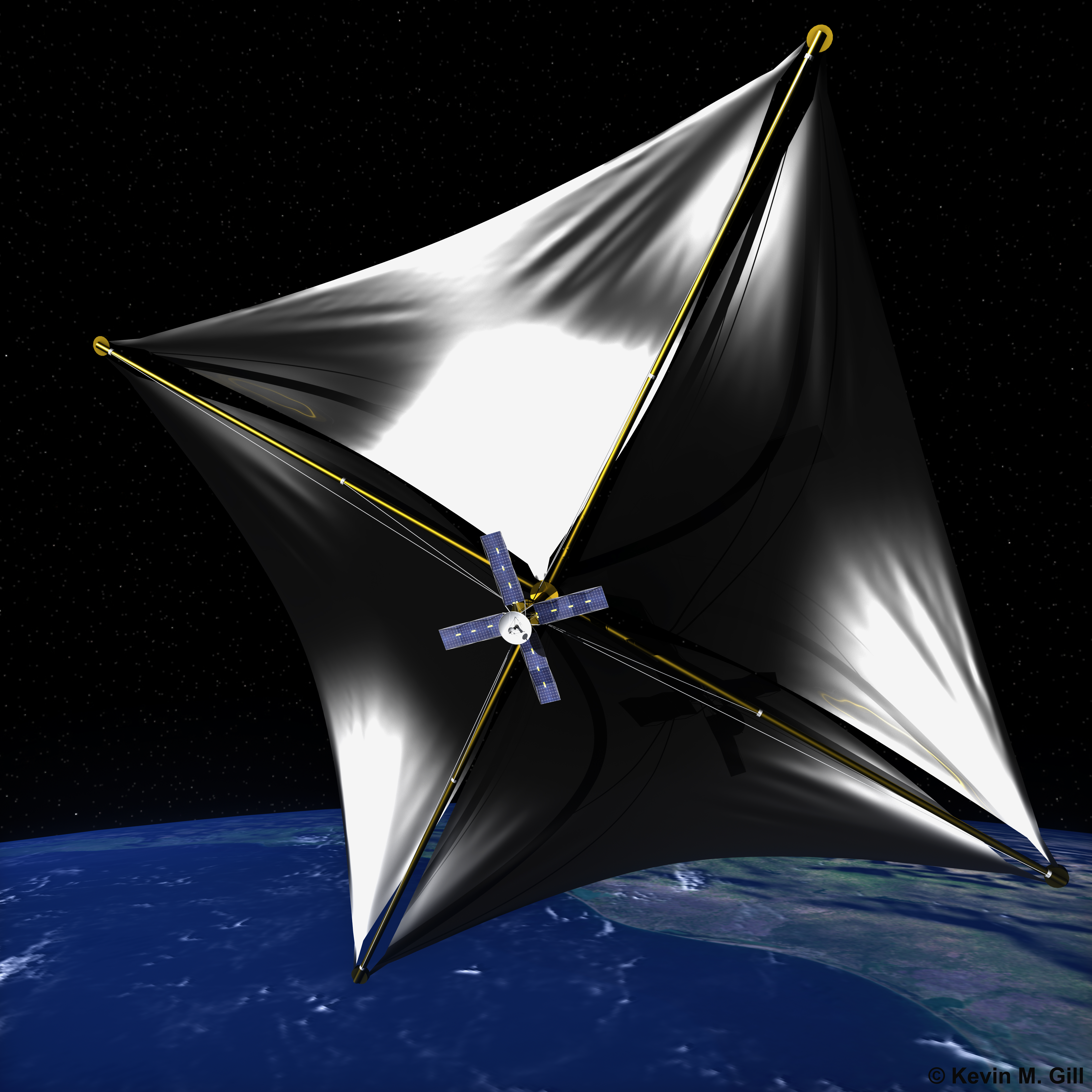
Сонячне вітрило.

Концепція StarShot передбачає запуск базового апарату, котрий доставить близько тисячі мініатюрних (масою 1 грам) космічних апаратів на високу орбіту, а потім запустить їх один за одним. Кожен мікрозонд з'єднаний надміцними стропами із сонячним парусом розміром близько 4×4 м, товщиною 100 нм і масою 1 г. Потім наземні лазери протягом 10 хвилин будуть фокусувати на парусі промінь потужністю 50-100 ГВт. Лазерна силова установка є фазованою решіткою із 20 млн невеликих (з апертурою в 20-25 см) лазерних випромінювачів розміром 1×1 км; за допомогою фазування (тобто зміни фаз на кожному окремому випромінювачі) планується сфокусувати випромінювання з довжиною хвилі 1,06 мкм із всієї решітки в пляму діаметром кілька метрів на відстань до 2× 106 км (гранична точність фокусування 10−9 радіана). Це забезпечить прискорення близько 30 000 g, за рахунок чого зонди досягнуть планової швидкості в 20 % світлової.

## Інтернет-ресурси
- Breakthrough Initiatives' official website [Архівовано 12 квітня 2016 у Wayback Machine.]
- Video (00:35) - Launching a StarChip - concept на YouTube
- Video (02:06) - Going interstellar (NASA) на YouTube
- Video (12:16) - Will Starshot's Insterstellar Journey Succeed? (PBS Digital Studios) на YouTube
- Офіційний сайт
- Video (00:35) - Launching a StarChip - concept на YouTube
- Video (02:06) - Going interstellar (NASA) на YouTube